# Contrainformação
Contrainformação é um termo que pode ser encontrado com duas definições distintas.
1 - algumas fontes teóricas adotam um significado sem identificação exata sobre a origem do termo. Estas referem-na como sendo a ação, estratégia ou conjunto de recursos que visam a neutralizar os serviços de informação do inimigo para impedir ou dificultar seu acesso a informação verdadeira, mediante, principalmente, a divulgação de informações falsas.
2 - outras fontes, lastreadas por informações e estudos de caso mais recentes, claros e definidos, adotam um significado diferente. Por exemplo, segundo o especialista em Inteligência Estratégica Jacinto Murowaniecki, no site "A Contrainteligência no Senado Federal", a contrainformação é uma contraposição à informação através da elaboração de respostas, e o que é chamado de contrainformação pelas fontes teóricas é na verdade ação de contrainteligência. Tal especialista faz um interessante alerta para que não se confunda contrainformação com desinformação, o que é uma clara divergência para com a primeira definição.
A respeito do significado de desinformação, o mesmo especialista apresenta uma página nominada "Desinformação - O Às na Manga da Improbidade Administrativa" com exemplos práticos do uso dessa atividade, a que o especialista denomina "ferramenta".  
Para a compreensão das diferenças aqui descritas, as quais podem ser de ordem doutrinária, é necessária a consulta às diferentes fontes. Uma vez que os dicionários listados não trazem melhores esclarecimentos, se limitando a compilação do vocábulo, é fundamental a consulta à sites mais especializados sobre o tema. Definições mais completas para os termos Informação, Inteligência, Contrainformação e Contrainteligência estão disponíveis no site do especialista, e disponíveis também através do indexador "Dura Verum".  

## Exemplos de situações de contrainformação
Na história de Portugal, um dos primeiros exemplos de contrainformação foi o caso da Padeira de Aljubarrota.
Um exemplo mais recente, datado da Segunda Guerra Mundial, precedeu os desembarques do Dia D, no que ficaria conhecido como Operação Fortitude: os serviços secretos britânicos convenceram as forças armadas da Alemanha Nazi de que dispunham de uma força invasora muito maior do que a que de facto passou pelo Canal da Mancha a partir de Kent.
A contrainformação era especialmente frequente durante a Guerra Fria. Alguns exemplos de alegada contrainformação soviética contra os Estados Unidos incluem:
- Divulgação de teorias da conspiração sobre o Assassinato de Kennedy pelo escritor Mark Lane, que teria mantido contactos com vários agentes soviéticos. Lane negou estas acusações.
- Desacreditação da CIA, através do historiador Philip Agee (com o nome de código PONT).
- Tentativas de desacreditar Martin Luther King, Jr. através de publicações que o retratavam como um "Uncle Tom" que recebia, secretamente, subsídios governamentais. À época, a campanha de King pelos direitos civis era elogiada pela União Soviética, e ele foi alvo de esforços de contrainformação pela Comissão Cointelpro do FBI.[7]
- Agitação das tensões raciais nos Estados Unidos endereçando cartas falsas da Ku Klux Klan, colocando um explosivo na "seção negra de Nova Iorque" (operação PANDORA), e divulgando teorias da conspiração dizendo que o assassinato de Martin Luther King, Jr. teria sido planeado pelo governo dos Estados Unidos.
- Fabrico de histórias de que o vírus da síndrome da imunodeficiência adquirida teria sido fabricado por cientistas americanos em Fort Detrick; a história foi divulgada pelo biólogo de origem russa Jakob Segal.

Em 1957, a CIA sabia que tinha havido um acidente na central nuclear de Mayak mas a informação não foi divulgada publicamente por causa da "(...) relutância da CIA em destacar um acidente nuclear na União Soviética, que poderia causar preocupação às pessoas que viviam perto de instalações nucleares nos Estados Unidos. (...)".
O jornalista soviético Yuri Bezmenov, correspondente da agência de notícias RIA Novosti e informante da KGB, desertou para o ocidente em 1970. Durante as décadas de 1970 e 1980, Bezmenov denunciou as estratégias de desinformação usadas pela União Soviética para fomentar a subversão pelo mundo. Estas estratégias, também usadas para manipular a opinião pública soviética, visavam a implantar governos pró-União Soviética em vários países.
Em 1986, o conselheiro para a segurança nacional dos Estados Unidos John Poindexter escreveu, para o presidente Ronald Reagan, um "programa de contrainformação" para desestabilizar o coronel líbio Muammar al-Gaddafi através de relatórios na imprensa estrangeira sobre um conflito entre os dois países. Todavia, a informação falsa chegou ao The Wall Street Journal, um fenómeno conhecido no meio como blowback.